# Lokomotiv-Stadion (Taschkent)
Das Lokomotiv-Stadion (usbekisch Lokomotiv stadioni (Toshkent)) ist ein Fußballstadion in der usbekischen Hauptstadt Taschkent. Es wird hauptsächlich als Heimspielstätte des Fußballvereins Lokomotiv Taschkent genutzt und bietet Platz für 8000 Zuschauer. 

## Geschichte
Das Stadion wurde ab Juli 2009 auf dem Platz des vorherigen Traktor-Tashkent-Stadions errichtet und am 11. Mai 2012 in Rahmen eines Ligaspiels zwischen Lokomotiv und FK Andijon (1:1) eröffnet.
Die Spielstätte sollte auch Austragungsort der U-19-Asienmeisterschaft 2021 werden, ehe das Turnier aufgrund der COVID-19-Pandemie abgesagt wurde. Ein Jahr später diente es bei der U-23-Asienmeisterschaft 2022 bei sieben Gruppenspielen und einem Viertelfinale als Spielort. 2023 war es ein Schauplatz der U-20-Asienmeisterschaft.

## Länderspiele
Allgemein dient das Stadion nebst der usbekischen U-23-Fußballnationalmannschaft auch der Frauennationalmannschaft hin und wieder als Spielstätte.